# Bucharis
Bucharis is een geslacht van kevers uit de familie bladkevers (Chrysomelidae).
De wetenschappelijke naam van het geslacht werd in 1865 gepubliceerd door Joseph Sugar Baly.

## Soorten
- Bucharis loebli Medvedev, 2000
- Bucharis minutus Jacoby, 1896